# Phorocera velox
Phorocera velox är en tvåvingeart som beskrevs av Robineau-desvoidy 1830. Phorocera velox ingår i släktet Phorocera och familjen parasitflugor.
Artens utbredningsområde är Frankrike. Inga underarter finns listade i Catalogue of Life.